# Jean-François Prigent
Pour les articles homonymes, voir Prigent.
Jean-François Prigent, né le 26 mai 1944 à Saint-Clet (Côtes-du-Nord) et mort le 11 septembre 2009 à Saint-Malo (Ille-et-Vilaine), est un footballeur français.
Il a joué comme milieu de terrain au Stade rennais. Avec ce dernier, il a remporté la Coupe de France en 1965. Après un court passage à Metz, il termine sa carrière professionnelle à Angoulême en 1971.

## Palmarès
- International B
- Vainqueur de la Coupe de France 1965 avec le Stade rennais
- Vice-champion de France D2 en 1969 avec l'AS Angoulême